# Champmotteux
Champmotteux  [ʃɑ̃mot̪ø] je francouzská obec v departementu Essonne, v regionu Île-de-France, 57 kilometrů jižně od Paříže.

## Geografie
Sousední obce: Mespuits, Gironville-sur-Essonne, Prunay-sur-Essonne, Boigneville, Brouy a Nangeville.

## Vývoj počtu obyvatel
Počet obyvatel

## Osobnosti města
- Michel de L'Hospital, politik a spisovatel, pohřben na území obce